# Culicoides insulanus
Culicoides insulanus är en tvåvingeart som beskrevs av John William Scott Macfie 1933. Culicoides insulanus ingår i släktet Culicoides och familjen svidknott. Inga underarter finns listade i Catalogue of Life.